# Кошаркашко европско првенство српске дијаспоре
Кошаркашко европско првенство српске дијаспоре (КЕПСД) је годишњи кошаркашки турнир у коме се такмиче српски професионални и аматерски клубови из матице и дијаспоре. Идејни творац овог такмичења је Миодраг Пуре Радомировић. Први турнир је одржан 1997. године у Билефелду, у Немачкој и од тада српски клубови негују ову спортску традицију. Ово такмичење је један од главних спортских догађаја Српске дијаспоре у Европи, а разлог оснивања је промоција српске кошарке, неговање традиција и међусобно дружење играча.
Утакмице турнира играју се у трајању од 32 минута (четвртина траје 8 минута).

## Прваци
| Финалне утакмице | Финалне утакмице | Финалне утакмице | Финалне утакмице          | Финалне утакмице          | Финалне утакмице |
| Редни број       | Сезона           | Град домаћин     | Победник                  | Финалиста                 | Резултат         |
| ---------------- | ---------------- | ---------------- | ------------------------- | ------------------------- | ---------------- |
| I                | 1997.            | Билефелд         | Југобалкан Париз          | Никола Тесла Хамбург      |                  |
| II               | 1998.            | Ротердам         | Никола Тесла Хамбург      | Весели Шумадинци Ротердам |                  |
| III              | 1999.            | Хамбург          | Никола Тесла Хамбург      | Орлови Париз              |                  |
| IV               | 2000.            | Париз            | Орлови Париз              | Никола Тесла Хамбург      |                  |
| V                | 2001.            | Минхен           | Србија Малме              | Баскет Србија Минхен      |                  |
| VI               | 2002.            | Малме            | Србија Малме              | Camden Knights            |                  |
| VII              | 2003.            | Хамбург          | Србија Малме              | Синђелић Гетеборг         |                  |
| VIII             | 2004.            | Цирих            | Јунајтед Србија Лондон    | Србија Малме              |                  |
| IX               | 2005.            | Диселдорф        | Весели Шумадинци Ротердам | Србија Малме              | 63:59            |
| X                | 2006.            | Париз            | Србија Малме              | Весели Шумадинци Ротердам | 91:89            |
| XI               | 2007.            | Малме            | Синђелић Гетеборг         | Србија Викинг Малме       |                  |
| XII              | 2008.            | Минхен           | Баскет Србија Минхен      | Синђелић Гетеборг         |                  |
| XIII             | 2009.            | Гетеборг         | Синђелић Гетеборг         | Баскет Србија Минхен      |                  |
| XIV              | 2010.            | Лондон           | Србија Малме              | Стари пријатељи Диселдорф |                  |
| XV               | 2011.            | Диселдорф        | Косово-Книн Београд       | Београд баскет Минхен     | 59:46            |
| XVI              | 2012.            | Беч              | Синђелић Гетеборг         | Косово-Книн Београд       | 76:71 (п)        |
| XVII             | 2013.            | Стокхолм         | Бели Орлови Стокхолм      | Косово-Книн Београд       | 62:56            |
| XVIII            | 2014.            | Бања Лука        | Косово-Книн Београд       | Баскет 2000 Бања Лука     | 56:45            |
| XIX              | 2015.            | Бања Лука        | Баскет 2000 Бања Лука     | Беобаскет Дуизбург        | 59:42            |

Напомена:
КК Југо-балкан Париз и КК Бели Орлови Париз спојили су се 1997. године у један клуб - КК Орлови Париз.
На турниру 2007. године КК Србија Малме наступала је са две екипе, а Србија Викинг Малме представља други тим.
На турниру 2010. године КК Стари пријатељи из Диселдорфа и КК Беобаскет из Дуизбурга наступали су као један тим.
КК Косово-Книн окупља углавном Србе пореклом из Книнске крајине, а "Косово" у називу односи се на село Косово поље поред Книна.
На турниру 2015. године КК Беобаскет из Дуизбурга и КК Стари пријатељи из Диселдорфа наступали су као један тим.

## Успешност клубова
| Клуб                         | Победник | Финалиста | Година (победник)             | Година (финалиста) |
| ---------------------------- | -------- | --------- | ----------------------------- | ------------------ |
| КK Србија Малме              | 5        | 3         | 2001, 2002, 2003, 2006, 2010. | 2004, 2005, 2007.  |
| КК Синђелић Гетеборг         | 3        | 3         | 2007, 2009, 2012.             | 2002, 2003, 2010.  |
| Косово-Книн Београд          | 2        | 2         | 2011, 2014.                   | 2012, 2013.        |
| КК Никола Тесла Хамбург      | 2        | 2         | 1998, 1999.                   | 1997, 2000.        |
| КК Орлови Париз              | 2        | 1         | 1997, 2000.                   | 1999.              |
| КК Баскет Србија Минхен      | 1        | 2         | 2008.                         | 2001, 2009.        |
| КК Весели Шумадинци Ротердам | 1        | 2         | 2005.                         | 1998, 2006.        |
| КК Баскет 2000 Бања Лука     | 1        | 1         | 2015.                         | 2014.              |
| КК Бели Орлови Стокхолм      | 1        | -         | 2013.                         | -                  |
| КК Јунајтед Србија Лондон    | 1        | -         | 2004.                         | -                  |
| КК Београд баскет Минхен     | -        | 1         | -                             | 2011.              |
| КК Стари пријатељи Диселдорф | -        | 1         | -                             | 2010.              |
| КК Беобаскет Дуизбург        | -        | 1         | -                             | 2015.              |